# 南盛街道
南盛街道，是中华人民共和国广东省茂名市化州市下辖的一个乡镇级行政单位。

## 行政区划
南盛街道下辖以下地区：
南盛社区、平垌村、南盛村、蒲山村、山尾村、乐堂村和谢村、塘心山村、木嶺村、軍田坡村、立庠村和龍狗窩村。